# Pojadanie

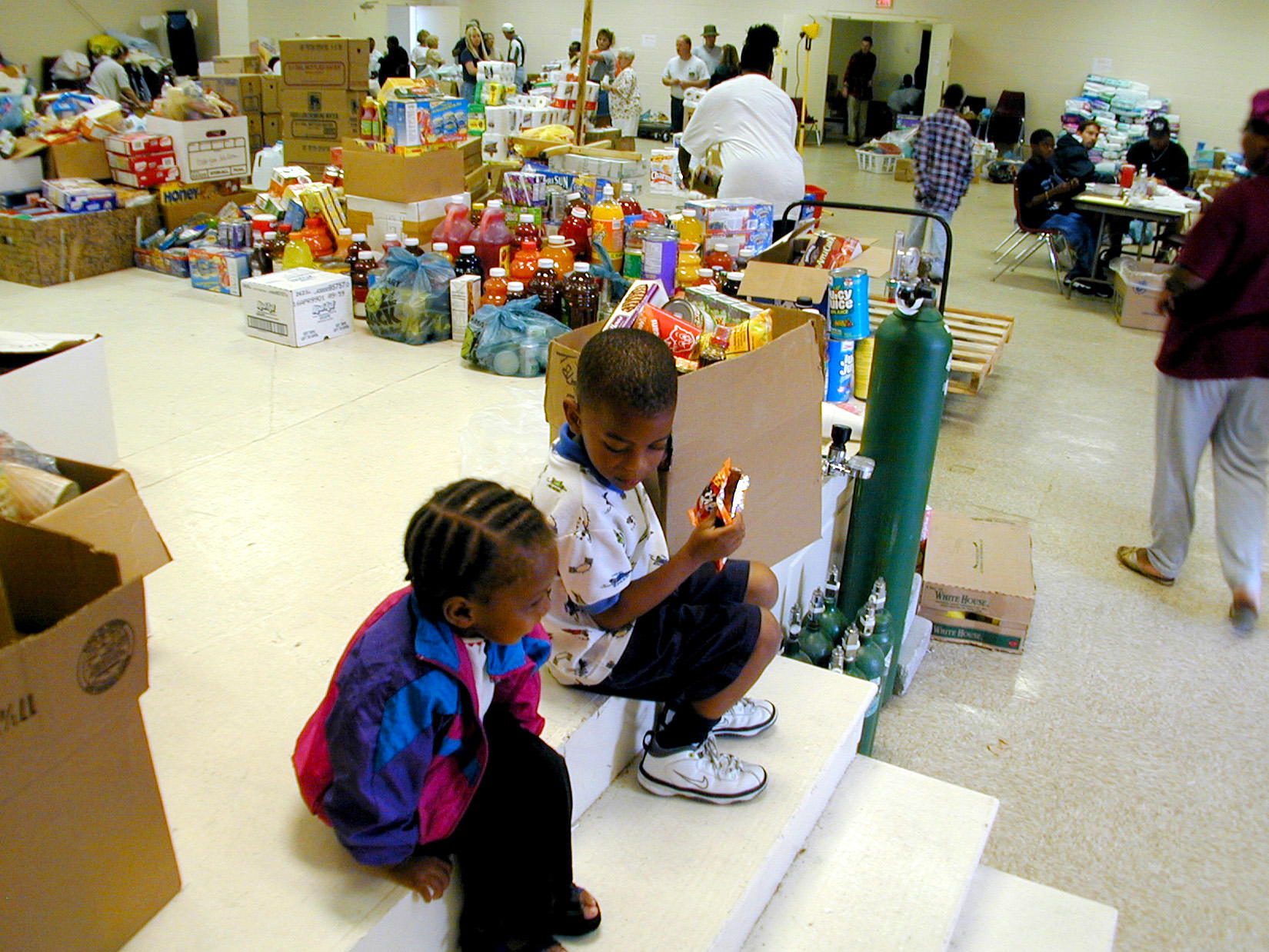
Zaniedbane dzieci podjadające słodycze.

Podjadanie – spożywanie różnego rodzaju żywności pomiędzy posiłkami głównymi, tj. w Polsce: śniadaniem, obiadem i kolacją. Podjadanie polega także na automatycznym, mało świadomym spożywaniu żywności, niejednokrotnie bez uczucia głodu, odwrotnie niż w przypadku posiłków głównych.
Podjadane produkty są najczęściej atrakcyjnie opakowane, przyciągające wzrok apetycznym wyglądem i są proste w przygotowaniu, często wymagające jedynie odpakowania (batony, jabłka, lody, ciastka, chipsy). Podjadać można również napoje, głównie słodkie i gazowane. 
Podobnym określeniem jest pojadanie oznaczające powolne, niespieszne, przerywane jedzenie posiłku. 

## Przyczyna
Przyczynami podjadania mogą być:  
- zmęczenie (praca zmianowa, zaburzenia snu),
- wzorce zachowań wyniesione z domu rodzinnego, szkoły, miejsca pracy,
- głód w źle zbilansowanej diecie,
- rozbudowane potrzeby konsumenckie (reklama, kreowanie potrzeby spożycia określonego produktu),
- stres (czynność jedzenia, trawienie jako sposób zmniejszania napięcia).
- nuda

W celu zminimalizowanie skutków podjadania zaleca się pic czystą wodę. U osób poddanych silnej presji, lub mające źle zbilansowaną dietę proponuje się w przerwach między głównymi posiłkami spożywać żywność jak najmniej przetworzoną: przede wszystkim warzywa, owoce, produkty zbożowe (pełne ziarno), napoje bez dodatku cukru i kofeiny. Pozwoli to uzupełnić dietę w takie składniki jak witaminy, sole mineralne, przeciwutleniacze oraz błonnik.

## Zdrowie
Podjadanie ma wieloraki wpływ na zdrowie.
- jeden z czynników prozapalnych, którego wpływ na zdrowie wzrasta z wiekiem[5][6],

- wpływa niekorzystnie na szkliwo zębów, zwłaszcza w przypadku diety niedoborowej,

- jedna z przyczyn nadwagi, otyłości.

Osoby aktywne zawodowo poprzez podjadanie uzupełniają swoje rezerwy węglowodanowe, co może mieć także pozytywne strony (przy długich przerwach między posiłkami) w monotonnej pracy fizycznej, gdyż zapobiega to spadkom glikemii, a więc zapobiega senności, podtrzymuje wydajność pracownika oraz ogranicza wypadkowość przy pracy.